# Culicoides wisconsinensis
Culicoides wisconsinensis är en tvåvingeart som beskrevs av Jones 1956. Culicoides wisconsinensis ingår i släktet Culicoides och familjen svidknott. Inga underarter finns listade i Catalogue of Life.